# Thanakorn Niyomwan
Thanakorn Niyomwan (thailändisch ธนากร นิยมวัน; * 2. Februar 1996) ist ein thailändischer Fußballspieler.

## Karriere
Thanakorn Niyomwan erlernte das Fußballspielen in der Jugendmannschaft des Erstligisten Buriram United in Buriram. Hier unterschrieb er 2016 auch seinen ersten Profivertrag. Nach der Vertragsunterschrift in Buriram wurde er umgehend an den Zweitligisten PTT Rayong FC nach Rayong ausgeliehen. Nach Ende der Ausleihe und Ende des Vertrags in Buriram wurde er 2018 von PTT fest verpflichtet. Ende 2018 wurde er mit PTT Meister der Thai League 2 und stieg somit in die erste Liga auf. 2019 absolvierte er sieben Spiele in der ersten Liga, der Thai League. Nachdem PTT Ende 2019 bekannt gab, dass sich der Club aus der Liga zurückzieht, war er ab Anfang 2020 vertrags- und vereinslos.

## Erfolge
PTT Rayong FC
- Thai League 2

Meister: 2018  ▲